# Ebaeides exigua
Ebaeides exigua är en skalbaggsart som beskrevs av Francis Polkinghorne Pascoe 1864. Ebaeides exigua ingår i släktet Ebaeides och familjen långhorningar. Inga underarter finns listade i Catalogue of Life.